# Mokrsko
Mokrsko (deutsch Mokrsko, 1943–1945 Mockersfeld) ist ein Dorf und Sitz der gleichnamigen Gemeinde im Powiat Wieluński der Woiwodschaft Łódź, Polen.

## Gemeinde
Zur Landgemeinde (gmina wiejska) Mokrsko gehören 12 Ortsteile mit einem Schulzenamt (sołectwo):
Brzeziny (1943–1945 Birkweide)
Chotów (1943–1945 Kottau)
Jasna Góra
Komorniki (1943–1945 Kummerberg)
Krzyworzeka I (1943–1945 Krummbach)
Krzyworzeka II
Mątewki
Mokrsko I
Mokrsko II
Motyl
Ożarów (1943–1945 Meskewalde)
Słupsko (1943–1945 Altpfahl)
Weitere Ortschaften der Gemeinde sind Jeziorko, Lipie, Mokrsko-Osiedle, Orzechowiec, Poręby, Stanisławów und Zmyślona.